# West Union, West Virginia
West Union är administrativ huvudort i Doddridge County i West Virginia i USA. Enligt 2010 års folkräkning hade West Union 825 invånare.